# بخش اوگلایز (شهرستان پالینگ، اوهایو)
بخش اوگلایز (به انگلیسی: Auglaize Township) یک منطقهٔ مسکونی در ایالات متحده آمریکا است که در شهرستان پولدینگ، اوهایو واقع شده‌است.
 بخش اوگلایز ۵۷٫۵ کیلومتر مربع مساحت و ۱٬۵۳۵ نفر جمعیت دارد و ۲۱۷ متر بالاتر از سطح دریا واقع شده‌است.